# 混沌 (神話生物)
混沌或作浑沌，是中國傳說生物，四凶之一。

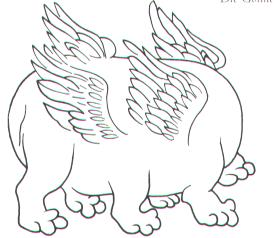
《山海经》中描述的無面混沌（帝江）怪物

- 《左傳》記載，四凶分別是形象如同巨大狗頭的「饕餮」、似熊但無頭無尾有翅膀的「混沌」、生有翅膀的大虎「窮奇」，以及人頭虎腿長有野豬獠牙的「檮杌」。
- 《莊子·內篇·應帝王第七》同樣有提到一個名為混沌的生物，但沒有證據指出中央之帝的混沌與四凶的混沌為同物，且莊子中的混沌只是沒有七竅，並沒有提到其他特徵。莊子敘「七竅出而浑沌死」故事。故事大意為：南海的帝王叫「儵」，北海的帝王叫「忽」，中央的帝王叫「浑沌」。儵和忽在浑沌的地方相會，浑沌對待他們很好。儵和忽想報答浑沌，見大家都有眼耳口鼻，用來看聽吃聞，浑沌沒有七竅，就為他鑿七竅。每天鑿一竅，七天後，七竅出，而浑沌則死了。
- 漢代地理書《神異經》西荒經記載：“昆侖西有獸焉，其狀如犬，長毛，四足，似羆而無爪，有目而不見，行不開，有兩耳而不聞，有人知性，有腹無五藏，有腸直而不旋，食徑過。人有德行而往抵觸之，有凶德則往依憑之。」意指混沌體型似犬，長毛，四隻腳，長相像熊但沒有爪子，有眼睛但無法視物，無法行走，有耳但無法聽聞，有人性，有腹但無五臟，有直通不彎曲的腸子，吃東西不消化。抵觸有德性的人，並親近有兇德之人。
- 《山海经》第二卷《西山经》云：“又西三百五十里曰天山，多金玉，有青雄黄，英水出焉，而西南流注于汤谷。有神焉，其状如黄囊，赤如丹火，六足四翼，浑敦无面目，是识歌舞，实惟帝江也。”文中「浑敦」即是「混沌」。

## 遊戲
- 軒轅劍系列（大宇資訊製作發行）
- 無雙OROCHI系列（光榮公司開發，大場真人配音）
- 神話世紀:重述:不朽之柱DLC

## 影視
- 半妖的夜叉姬（日本電視台首播，安元洋貴配音）
- 尚氣與十環傳奇中的莫里斯
- LAZARUS 拉撒路中的幻影殺手